# Thomas Tesche
Thomas Tesche (* 27. Dezember 1978) ist ein deutscher Badmintonspieler. Er ist der Zwillingsbruder von Joachim Tesche.

## Karriere
Thomas Tesche gewann international unter anderem die Bahrain International, Irish Open, Mauritius International und die Israel International. In seiner Heimat Deutschland wurde er 2006, 2007 und 2008 mit dem 1. BC Bischmisheim Mannschaftsmeister. In den Einzeldisziplinen konnte er bei den Deutschen Meisterschaften mehrfach Silber und Bronze erringen.
Tesche ist promovierter Wirtschaftswissenschaftler.

## Sportliche Erfolge
| Saison    | Veranstaltung                                   | Disziplin    | Platz | Name |
| --------- | ----------------------------------------------- | ------------ | ----- | --- |
| 1988      | Schleswig-Holsteinische Einzelmeisterschaft U12 | Herrendoppel | 1     | Joachim Tesche / Thomas Tesche (TSV Berkenthin) |
| 1990      | Schleswig-Holsteinische Einzelmeisterschaft U14 | Herrendoppel | 1     | Joachim Tesche / Thomas Tesche (TSV Berkenthin) |
| 1991      | Schleswig-Holsteinische Einzelmeisterschaft U14 | Herrendoppel | 1     | Joachim Tesche / Thomas Tesche (TSV Berkenthin) |
| 1991/1992 | Deutsche Einzelmeisterschaft U14                | Herrendoppel | 2     | Joachim Tesche / Thomas Tesche (TSV Berkenthin) |
| 1992/1993 | Deutsche Einzelmeisterschaft U14                | Herreneinzel | 2     | Thomas Tesche (TSV Berkenthin) |
| 1992/1993 | Deutsche Einzelmeisterschaft U14                | Herrendoppel | 2     | Joachim Tesche / Thomas Tesche (TSV Berkenthin) |
| 1994/1995 | Deutsche Einzelmeisterschaft U16                | Herrendoppel | 1     | Joachim Tesche / Thomas Tesche (TSV Berkenthin von 1920) |
| 1994/1995 | Deutsche Einzelmeisterschaft U16                | Mixed        | 1     | Thomas Tesche / Jeanette Ottrembka (TSV Berkenthin von 1920 / VfL Berliner Lehrer) |
| 1994/1995 | Deutsche Einzelmeisterschaft U18                | Herrendoppel | 2     | Thomas Tesche / Joachim Tesche (TSV Bergenthin) |
| 1995/1996 | Deutsche Einzelmeisterschaft U18                | Mixed        | 1     | Thomas Tesche / Jeanette Ottrembka (TSV Berkenthin von 1920 / VfL Berliner Lehrer) |
| 1995/1996 | Deutsche Einzelmeisterschaft U18                | Herrendoppel | 2     | Joachim Tesche / Thomas Tesche (TSV Berkenthin) |
| 1996/1997 | Deutsche Einzelmeisterschaft U18                | Mixed        | 1     | Thomas Tesche / Jeanette Ottrembka (TSV Berkenthin von 1920 / VfL Berliner Lehrer) |
| 1996/1997 | Deutsche Einzelmeisterschaft U18                | Herrendoppel | 1     | Joachim Tesche / Thomas Tesche (TSV Berkenthin von 1920) |
| 1997      | Junioren-Europameisterschaft                    | Herrendoppel | 3     | Joachim Tesche / Thomas Tesche |
| 1998/1999 | Deutsche Einzelmeisterschaft U22                | Herrendoppel | 1     | Ingo Kindervater / Thomas Tesche (1. BC Beuel / 1. BC Beuel) |
| 1998/1999 | Deutsche Einzelmeisterschaft U22                | Mixed        | 2     | Thomas Tesche (1. BC Beuel) / Gesa Ladewig (1. BC Bischmisheim) |
| 1999/2000 | Deutsche Einzelmeisterschaft U22                | Herrendoppel | 1     | Thomas Tesche / Kristof Hopp (1. BC Beuel / BC Eintracht Südring Berlin) |
| 1999/2000 | Deutsche Einzelmeisterschaft U22                | Mixed        | 2     | Thomas Tesche / Gesa Ladewig (1. BC Beuel / BC Bischmisheim) |
| 2000/2001 | Deutsche Einzelmeisterschaft                    | Herrendoppel | 1     | Thomas Tesche / Kristof Hopp (1. BC Bischmisheim / BC Eintracht Südring Berlin) |
| 2001      | Thailand Open                                   | Herrendoppel | 5     | Kristof Hopp / Thomas Tesche |
| 2001      | Croatian International                          | Herrendoppel | 1     | Kristof Hopp / Thomas Tesche (GER) |
| 2001/2002 | Deutsche Einzelmeisterschaft                    | Herrendoppel | 1     | Thomas Tesche / Kristof Hopp (1. BC Bischmisheim / BC Eintracht Südring Berlin) |
| 2002/2003 | Deutsche Einzelmeisterschaft                    | Mixed        | 3     | Thomas Tesche / Carina Mette (1. BC Bischmisheim / Bottroper BG) |
| 2002/2003 | Deutsche Einzelmeisterschaft                    | Herrendoppel | 3     | Thomas Tesche / Kristof Hopp (1. BC Bischmisheim / SC Bayer 05 Uerdingen) |
| 2003      | South Africa International                      | Herrendoppel | 1     | Kristof Hopp / Thomas Tesche (GER) |
| 2003      | Thailand Open                                   | Herrendoppel | 5     | Kristof Hopp / Thomas Tesche (Ger) |
| 2003/2004 | Deutsche Einzelmeisterschaft                    | Herrendoppel | 3     | Thomas Tesche / Kristof Hopp (1. BC Bischmisheim) |
| 2003/2004 | Deutsche Mannschaftsmeisterschaft               | Mannschaft   | 3     | 1. BC Bischmisheim (Janine Göbbel, Natascha Thome, Colin Haughton, Joachim Tesche, Michael Keck, Carola Bott, Carina Mette, Thomas Tesche, Kristof Hopp, Xu Huaiwen, Michael Fuchs, Nikhil Kanetkar) |
| 2004/2005 | Deutsche Einzelmeisterschaft                    | Herrendoppel | 3     | Thomas Tesche / Joachim Tesche (1. BC Bischmisheim) |
| 2004/2005 | Deutsche Mannschaftsmeisterschaft               | Mannschaft   | 3     | 1. BC Bischmisheim (Kristof Hopp, Michael Fuchs, Eric Pang, Michael Keck, Thomas Tesche, Joachim Tesche, Nikhil Kanetkar, Xu Huaiwen, Carina Mette)                                                  |
| 2005/2006 | Deutsche Mannschaftsmeisterschaft               | Mannschaft   | 1     | 1. BC Bischmisheim (Eric Pang, Holvy de Pauv, Kristof Hopp, Michael Fuchs, Ville Lång, Thomas Tesche, Joachim Tesche, Kathrin Piotrowski, Xu Huaiwen)                                                |
| 2005/2006 | Deutsche Einzelmeisterschaft                    | Herrendoppel | 3     | Thomas Tesche / Joachim Tesche (1. BC Bischmisheim) |
| 2006      | Irish Open                                      | Herrendoppel | 1     | Thomas Tesche / Jochen Cassel (GER) |
| 2006/2007 | Deutsche Mannschaftsmeisterschaft               | Mannschaft   | 1     | 1. BC Bischmisheim (Kristof Hopp, Michael Fuchs, Jochen Cassel, Thomas Tesche, Vladislav Druzchenko, Xu Huaiwen, Kathrin Piotrowski)                                                                 |
| 2006/2007 | Deutsche Einzelmeisterschaft                    | Mixed        | 3     | Thomas Tesche / Kathrin Piotrowski (1. BC Bischmisheim) |
| 2006/2007 | Deutsche Einzelmeisterschaft                    | Herrendoppel | 3     | Jochen Cassel / Thomas Tesche (1. BC Bischmisheim) |
| 2007      | Mauritius International                         | Herrendoppel | 1     | Jochen Cassel / Thomas Tesche (GER) |
| 2007      | Israel International                            | Herrendoppel | 1     | Jochen Cassel / Thomas Tesche (GER) |
| 2007      | Bahrain International                           | Herrendoppel | 1     | Jochen Cassel / Thomas Tesche (GER) |
| 2007/2008 | Deutsche Mannschaftsmeisterschaft               | Mannschaft   | 1     | 1. BC Bischmisheim (Jochen Cassel, Vladislav Druzchenko, Michael Fuchs, Kristof Hopp, Kęstutis Navickas, Marcel Reuter, Roman Spitko, Thomas Tesche, Xu Huaiwen, Johanna Persson)                    |
| 2007/2008 | Deutsche Einzelmeisterschaft                    | Herrendoppel | 3     | Jochen Cassel / Thomas Tesche (1. BC Bischmisheim) |

## Referenzen
Martin Knupp: Deutscher Badminton Almanach, Eigenverlag/Deutscher Badminton-Verband (2003), 230 Seiten
| Personendaten    | Personendaten              |
| ---------------- | -------------------------- |
| NAME             | Tesche, Thomas             |
| KURZBESCHREIBUNG | deutscher Badmintonspieler |
| GEBURTSDATUM     | 27. Dezember 1978          |